# Вангел Коджоман
Вангел Коджоман (на македонска литературна норма: Вангел Коџоман) е виден художник от Република Македония.

## Биография
Роден е в 1904 година в западномакедонския град Струга. Завършва в 1924 година Охридската гимназия и се записва в художественото училище в Белград, което завършва в 1928 година. Там негови учители са професорите Бета Вуканович, Люба Иванович, Илия Шобаич. В 1928 година продължава обучението си при професор Милан Милованович и специализира в Италия. Служи девет месеца в армията в Сараево и в 1931 година започва работа като учител по рисуване в Охридската гимназия. От 1929 година участва на пролетните изложби на югославските художници и на есенните на белградските художници в Белград. В 1938 година започва работа като учител по рисуване в Седма мъжка гимназия в Белград, където остава до 1945 година. През октомври 1944 година става началник на Отдела за пропаганда при Главния щаб на Македония, на който пост остава до 1 юни 1945 година. През септември 1945 година се установява в Скопие, където работи в средното художествено училище, което в 1948 година е прекръстено на Приложно училище. Там работи до 1952 година.
Вангел Коджоман е сред основателите на Дружеството на художниците на Македония в Скопие и дългогодишен член на неговата управа. От 1945 година участва в изложбите на ДХМ в Скопие, както и в различни тематични изложби. От 1952 година работи като професор във Висшето педагогическо училище в Скопие, където до 1972 година преподава рисуване и методика на художественото възпитание.
В 1953 година заедно с Лазар Личеноски и Никола Мартиноски са представители на голямата изложба Половин век югославска живопис 1900-1950 в Модерната галерия в Загреб. В 1974 година отваря в Струга постоянна тематична изложба Струга в миналото, разположена в родната му къща. В 1975 година става член-кореспондент на МАНИ. Редовен член е от 1981 година. Носител е на наградите Октомврийска награда на СР Македония за цялостно творчество през 1969, Осмоноемврийската награда на Струга – 1975, АВНОЮ – 1979, 13 ноември на град Скопие – 1981.
Коджоман умира в 1994 година в Скопие.
Негов син е художникът Милош Коджоман.

## Творчество
Коджоман заедно с Димитър Пандилов, Лазар Личеноски, Никола Мартиноски, Томо Владимирски, Любомир Белогаски, Василие Попович и скулптора Димо Тодоровски е сред основателите на модерното изкуство в Република Македония. Творчеството на Вангел Коджоман се състои от над 2000 картини, изработине с различни техники: масло, акварел, пастел, темпер, мозайка и други. Творчеството му се характеризира с академичен реализъм, постмодернизъм и цветови експресионизъм.
Като тематика Коджоман е разностранен – рисува актове, портрети, натюрморти, пейзажи, картини със социална тематика и други. Актовете му, изработени с графит и масло, са много ценни. Сред пейзажите преобладават от Струга и Охридското езеро, Охрид и Старата скопска чаршия. Важен е цикълът му от над 40 картини, посветени на Скопското земетресение. В последните години от живота си започва цикъл екологични картини, посветени на екокатастрофата в Дойранското езеро.
В Струга в 1980 година като място за постоянна изложба на творби на художника е създадена Галерията „Вангел Коджоман“.